# Яків Кеттлер
Я́коб фон Ке́ттлер (нім. Jakob von Kettler; 28 жовтня 1610 — 1 січня 1682) — герцог Курляндії і Семигалії (1642–1682). Представник німецької династії Кеттлерів. Народився у Гольдінгені, Курляндія. Лютеранин. Син курляндського герцога Вільгельма Кеттлера та прусської принцеси Софії Гогенцоллерн, доньки прусського герцога Альбрехта-Фрідріха. Випускник Лейпцизького університету. 20 липня 1638 року отримав управління герцогством Курляндії і Семигалії від свого дядька-герцога Фрідріха. 16 лютого 1639 року здобув офіційне затвердження на володіння герцогством і герцогський титул від польського короля Владислава IV. 1642 року став повноправним герцогом після смерті дядька Фрідріха. 1654 року отримав для себе і нащадків титул імперського князя Священної Римської імперії. Правління Якова вважається часом найбільшого економічного піднесення Курляндії і Семигалії. Герцогство отримало великий флот і розвинену промисловість, торгувало з усіма країнами Європи й здобуло власні колонії в Західній Африці та на острові Тобаго.

## Біографія

### Молодість
Яків Кеттлер народився 28 жовтня 1610 року в Гольдінгені, Курляндія. Він був єдиним сином курляндського герцога Вільгельма Кеттлера та його дружини, прусської принцеси Софії Гогенцоллерн. Хрещеним батьком хлопця був англійський король Яків I. Матір новонародженого померла за чотири тижні після пологів. Батько ж був змушений покинути Курляндію 1615 року після вбивства лідерів шляхетської опозиції.
1612 року принца Якова перевезли до Кенігсберга, Пруссія, де він ріс під наглядом тітки Марії, вдови бранденбурзького курфюста. Протягом 1615–1621 років хлопець перебував у Берліні (Кельн-на-Шпреї). Його вихователем був Ахатій фон Валленродт, який також був наглядачем дітей курфюста. З 1618 року Яків вивчав латинську і польську мови під керівництвом Християна Петрі, сина пастора в Зоркітені в Східній Пруссії. В літньому півріччі 1623 року юнак був одночасно студентом і pro tempore ректором Лейпцизького університету.
1624 року Яків повернувся до Курляндії, де жив при дворі свого дядька, герцога Фрідріха. Оскільки той не мав дітей, принц вважався неофіційним спадкоємцем престолу. Батько Якова перебував у королівській опалі, тому Ландтаг відмовлявся офіційно визнавати сина вигнанця наступним герцогом. Тим не менш дядько Фрідріх покладав надії на Якова і намагався дати йому належну освіту. Наставниками принца були Гейнріх Гетте, Григорій Тринціус та Йоахім Крюгер. Поряд із науками, принц займався фізичними вправами, верховою їздою та опановував володіння зброєю.
20 липня 1633 року Яків був присутнім на васальній присязі дядька Фрідріха польському королю Владиславу IV. Принц також брав участь в управлінні деяких округів під керівництвом радника і кандауського радника Мельхіора фон Фелькерзама. В травні 1634 року Яків був делегований брати участь у Смоленській війні на боці Речі Посполитої проти Московії. Він командував двома ротами, числом у 700 вояків, й отримав у пряме управління округи від Фелькерзама. Проте вже 17 травня того ж року війна скінчилася Поляновським миром і принц не встиг взяти участь у бойових діях.
Влітку 1634 року, після Смоленської війни, 24-річний Яків вирушив у подорож закордон. Він відвідав родичів у Цешині і побував у Німеччині. 1636 року принц провів деякий час у Амстердамі й Парижі. Ймовірно Яків був і в Англії, з королем якої Карлом І і членами його родини він вів дружнє листування. На початку 1637 року принц мандрував інкогніто й повернувся через Вільно до герцогства Курляндії і Семигалії. Подорож справила глибокий вплив на Якова. Невдовзі після повернення він розбудував гавань Віндау і суднобудівні заводи біля неї.

### Набуття герцогства
З середини 1630-х років польський король Владислав IV планував поставити замість Якова свого брата Яна-Казимира наступним герцогом Курляндії і Семигалії. Вбачаючи у цьому небезпеку країні, чинний герцог Фрідріх був змушений вести тривалі переговори і задобрювати польську корону великими подарунками, аби зберегти за Яковом право на курляндський престол. В липні 1638 року герцог передав своєму небожу Гольдінген і Фрауенбург, а 20 липня — управління усім герцогством. Він бажав щоб ще за свого життя польський король офіційно надав Якову Курляндію і Семигалію як лен. Церемонія надання лену відбулася 16 лютого 1639 року в Вільні. 18 лютого того ж року Яків підписав обіцянку королю, що збудує в Мітаві й Гольдінгені католицькі церкви й не буде чинити перешкод відправі католицьких богослужінь у них.
16 серпня 1642 року помер дядько-герцог Фрідріх. Яків, що керував Курляндією і Семигалією з 1638 року, став повноправним і одноосібним герцогом. В грудні 1642 року новому герцогу присягнули на вірність лицарі, духовенство, посадовці та міщани.
Восени 1642 року до Мітави прибула польська інспекційна комісія на чолі з перновським воєводою Яном Завадським. Формальним приводом для інспекції було порушення курляндської конституції «Формули правління» 1617 року, проте насправді комісія була прислана на скарги осіб, яких лицарі відмовлялися включати до складу шляхти. 19 листопада 1642 року було укладено «композиційний акт», за яким міщанам дозволялося володіти шляхетськими маєтками, якщо вони були придбані до 1617 року. 1656 року міста отримали запрошення делегувати своїх представників до Ландтагу.

### Шлюб
Близько 1629 року Яків подорожував до Бірсена, що належав дому Радзивіллів, з метою найти наречену. Про одружився він лише за 15 років — 30 вересня 1645 року в Кенігсберзі на Луїзі-Шарлотті, сестрі великого бранденбурського курфюста (3-13 вересня 1617, Кельн-на-Шпреї). 23 жовтня 1645 року подружжя урочисто в'їхало до Гольдінгену, а з 8 січня перебралося до Мітави. 20 квітня 1646 р. король Владислав IV підтверджує шлюбну умову від 19 жовтня 1645 р. між князем Лівонії, Семигалії та Курляндії Якубом та дочкою бранденбурзького електора Людовіка Шаролоттою про посаг нареченої в коштовностях і передачу з боку нареченого дружині замків та префектури Шрунден, Дюрбен, Гробин, міст Лібава, Верхній і Нижній Бартів, Рудів та Гейлігенах. На відміну від лютеранина Якова його дружина Луїза-Шарлотта була кальвіністкою. Після шлюбу обидва зберегли вірність своєму віросповіданню. У супроводі герцогині було чимало кальвіністів, а її доньки у шлюбі також прийняли кальвінізм.
Луїза-Шарлотта часто супроводжувала чоловіка під час його поїздок по герцогству. Вона народила йому 8 дітей. Подружжя вело велике листування й було великими шанувальниками музики. Керівниками їхньої придворної капели у 1642 році був Йоганн Станлей, а в 1653 році — Гейзо Рейде.
1654 року Яків отримав для себе і своїх нащадків чин князя Священної Римської імперії.

### Управління

Срібні талери 1645 року з портретами Якова. На реверсах герб Речі Посполитої та курляндський корабель.

1649 року курляндські найманці брали участь у Хмельничинні на боці Речі Посполитої проти козаків. Проте сам Яків займався питаннями мирного управління — розвитком промисловості герцогства та пошуком ринків збуту курляндських товарів, заміною нераціональних господарств новими з метою збільшення скарбниці краю. З цією метою герцог організував велику заморську торгівлю. 1643 року він уклав із Францією торговельний і навігаційний договори. Незважаючи на невдачі та крадіжки курляндських урядових агентів, що противилися починанням герцогства, торгівля і промисловість поступово розвивалися. Було розпочато обробку болотної руди. З Норвегії та Швеції завозили сировину, яку обробляли на заводах з виробництва заліза в Балдоні, Ангерні, Бушгофі, Нейгуті та Едені; мідному заводі в Туккумі, стальному заводі поблизу Мітави та рушничному заводі біля Шрундена. Герцог будував у лісистих місцеовстях дегтярні, лісопереробні та бондарні заводи і розширив експорт деревини та дьогтю, традиційних лівонських товарів від часів середньовіччя. Він також звів скляні і миловаренні заводи, селітроварні, паперову фабрику в Тамедорфі та суконні фабрики у Мезотені й Анненбурзі. Яків розширив і модернізував великі гавані для вивозу продукції в Лібау, Закенгаузені та Віндаві. У них також існували верфі для будівництва курляндського флоту, який стараннями герцога нараховував у 1658 році 60 великих кораблів. Крім цього у Віндаві будувалися військові кораблі. На 1658 рік їх було 44, найбільші з яких мали до 70 гармат на борту. Герцог інколи здавав кораблі в оренду. Так, 1648 року уряд Венеційської республіки був боржником Якова за використання послуг курляндських суден.
Головне управління всіх підприємств розташовувалося в Мітаві. Але герцог особисто щорічно оглядав свої заводи та фабрики. 28 лютого 1648 року, під час одного з таких об'їздів, він ледь не загинув на льоду біля Лібау.
За правління Якова всі міста герцогства мали міські школи. Ними керували ректор, конректор і кантор. Ще з 1621 року в Мітаві діяв заклад, де навчали дівчаток. Поряд із розвитком торгівлі й промисловості герцог займався й суспільними реформами і благодійництвом. 1655 року він спорудив у Мітаві лікарню та притулок для душевнохворих.
Яків також укріпив частину міст Курляндії і Семигалії, в тому числі столицю Мітаву, новими земляними укріпленнями, насипами і ровами. Проте в межах укріплень були значні незабудовані ділянки, що використовувалися як городи. За свідченнями мандрівника К. К. Тода, Мітава була великим, але дуже брудним містом. Її вулиці не мали кам'яної кладки. Мітавський замок мав велику бібліотеку, до якої увійшли зібрання герцога Вільгельма і Якова. Останній цікавився переважно галузями мореплавства і техніки.

### Колонії

Герцог Яків відправляє експедицію на Тобаго.

1649 року герцог шукав через посередництво свого агента Генрі Момбера заморських споживачів, оскільки герцогство виробляло більше ніж споживало, включно з її сусідами — Річчю Посполитою і Швецією. Проте 1650 року, коли його зять, бранденбурзький курфюст, що бажав отримати позику від Курляндії і Семигалії, запропонував Якову частину колонії Транкебару в Ост-Індії, яку герцог збирався придбати у данської компанії, той відмовився. Починаючи з 1654 року курляндці вели переговори із Папою Римським Інокентієм X щодо придбання колоній в Тихому океані, проте Святий престол вимагав допущення в колоніях лише католицьких місіонерів, тому перемовини зайшли у безвихідь. Сам Яків надавав привілеї протестантським місіонерам, надаючи пасторам, які вирушали до колоній, розпорядження, щоб вони обходилися лагідно з тубільцями, намагаючись здобути вплив на їхні релігійні переконання.
Спроби герцога долучитися до наявних компаній, що діяли в колоніях, провалилися з причин торговельної конкуренції між Курляндією та іншими країнами, тому він самостійно вирішив заснувати власні колонії на Західному березі Африки. У африканського царя царства Кумбо герцог придбав незаселений острів святого Андрія, розташований в 10 морських милях від гирла річки Гамбія. Згодом він також придбав інші області, такі як Дшіліфрее. В африканських колоніях курляндців були збудовані фортеці, підняті прапори герцогського флоту (чорний краб на червоному тлі) й розпочата торгівля. Вони вивозили золото, слонову кістку та інші вироби тропічних країн, але ніколи не торгували невільниками. Колоніями керували губернатори, серед яких найбільш старанними були майор фон Фок, Отто Штіль, Фрідріх-Вільгельм фон Тротта. Губернатори-голландці Дюмулен і фон Зейц, які колись були на датській службі, зарекомендували себе у гірший спосіб.
Кораблям Курляндії і Семигалії постійно загрожували англійські та голландські капери. Принц Рупрехт Пфальцький, прибічник Стюартів, турбував навіть колонію на Гамбії. Проте 28 серпня 1654 року курляндці уклали із Олівером Кромвелем договір, за яким Англія обіцялася не шкодити колоніям герцогства.
Яків також вів торгівлю з Вест-Індією, де він купив у графа Уорріка острів Тобаго. На острові були побудовані курляндські укріплення Якобсфорт, Казімірсгафен і Фрідріхсгафен. Чисельність курляндських поселенців в Тобаго було більше ніж в Африці. В усіх колоніях відбувалися протестантські богослужіння. Зокрема, 1656 року на Тобаго працював пастор Енгельбрехт. Агент Преторій склав і видав книгу про колонізацію.

### Шведський потоп
Протягом правління герцога Якова його країна Курляндії і Семигалії дотримувалася нейтралітету в війні на Балтиці. Однією з гарантій непорушності кордонів герцогства був Штумсдорфський договір. Він забезпечував мир Річчю Посполитою і Швецією. У 1651–1653 роках з перервами в Любеці проходив конгрес щодо підтримання спокою в регіоні. У ньому брали участь представники Речі Посполитої, Швеції, Франції та Венеції. Курляндію і Семигалію представляли Мельхіор фон Фелькерзам і Йоганн Вільдеманн. Проте конгрес закінчився провалом, що загрожувало початком нового польсько-шведського збройного конфлікту.
1654 року, внаслідок прийняття українськими козаками протекції Москви, розпочалася нова московсько-польська війна. Герцог Яків отримав від шведської королеви Христини обіцянку, що у випадку розростання конфлікту, Швеція ніколи не порушить курляндського нейтралітету. Такі ж обіцянки були надіслані від інших держав, зокрема від Московії та Речі Посполитої. 1655 року шведи вступили у війну з Річчю Посполитою і Мосоковією. Театр воєнних дій наблизився до кордонів герцогства, особливо коли московські війська обложили Ригу. Як поляки, так і московити отримували провізію від курляндців, а також висилали її дорогами послів і кур'єрів. Брандербурзький курфюст намагався переконати свого зятя Якова відмовитися від нейтралітету й пристати на чийсь бік у війні. Дружина Якова, Луїза-Шарлота, втручалася у політику й 1657 року провела тривалий час з її матір'ю в Кенігсберзі. Проте Яків вірив, що політика нейтралітету врятує герцогство.
Тим часом шведи вирішили знищити герцогство Курляндії і Семигалії. Якщо шведський король Густав-Адольф мав намір відірвати його від Речі Посполитої і посадити герцогом вигнанця Вільгельма Кеттлера, то Карл Х Густав просто прагнув підкорити усю країну. Спершу шведи захопили Пільтен. В ніч з 28 на 29 вересня 1658 року шведський фельдмаршал Роберт Дуглас захопив Мітаву і полонив герцога Якова разом із родиною. Герцог мусив передати завойовникам замки Доблен і Бауск. В листопаді шведи перевели Якова із сім'єю до Риги, а влітку 1659 року відвезли до Івангорода, де тримали під арештом цілий рік. Швеція вимагала від Якова визнати себе васалом шведського короля, але той відмовлявся.
Оскільки шведи полонили інших високопосадовців герцогства, управління ним перейшло до ландмаршала Вільгельма Руммеля. Восени 1658 року завойовники захопили усю територію Курляндії і Семигалії й пограбували Гольдінген. Тим не менш, місцеве селянство, розлючене насильством і арештом популярного герцога, розпочало проти шведів народну війну, а з Литви і Пруссії, що перейшла на бік польського короля, надійшла воєнна підмога. У зв'язку з цим завойовники були змушені відступати з герцогства, так що на початок 1660 року вони контролювали лише замок Бауск.
Олівський мир, що був укладений після смерті Карла Х Густава, дарував герцогу і його родині свободу. 10 квітня 1660 року Яків підписав у Івангороді акт, за яким визнавав умови миру й обіцявся не мститися Швеції. Шведи звільнили Пільтен, але залишили за собою острів Руно. Герцог виїхав з Івангорода до Ревеля і Пернова, й 25 червня 1660 року урочисто в'їхав до Риги. Його приймав з усіма почестями Роберт Дуглас. 7 липня Яків повернувся до свого герцогства. Місцева шляхта і 2 тисячі селян зустрічали його на кордоні в Клівенгофі. Оскільки шведи зруйнували столичний Мітавський замок, пограбували його комори, арсенал і архіви, Яків був змушений тимчасово оселитися в Гробіні. Звідти герцогиня Луїза-Шарлотта вирушила до Берліна брати участь у поділі спадку своєї покійної матері.
Шведська навала мала негативний вплив на життя герцога й долю його країни. Всі економічні починання Якова були зруйновані. Професійні кадри, серед яких було багато іноземців, полишили Курляндію або загинули на війні. Флот було знищено, а торгівля зупинена. 1659 року колонію в Гамбії спочатку самовільно захопила Голландська Вест-Індійська компанія, а потім — англійці. Так само голландці захопили курляндські поселення на Тобаго.

### Старість
Після війни Якоб узявся за відбудову батьківщини, але повернути довоєнні показники розвитку не встиг. 1664 року він уклав торговельний договір із королем Карлом ІІ і поступово відновив вплив на африканські колонії та Тобаго. Втім, ареал діяльності курляндського флоту обмежився тільки Балтійським морем. Герцог відбудував виконавчу вертикаль, розпочав збір податків та зайнявся розбудовою міст. 1670 року він надав магдебурзьке право Слободі-на-Дюні, що відтоді стала називатися Якобштадт. З метою забезпечити столицю Мітаву питною водою провів канал до неї від джерела Свете. Вздовж каналу були побудовані алеї та садиби.
Єпископство Пільтен, що відійшло до Курляндії і Семигалії після війни, відмовилося ставати частиною герцогства й уклало із ним 1661 року лише договір про підпорядкування в Гробіні. У цій області, що була забрана Річчю Посполитою у герцога-батька Вільгельма в 1617 році й передана родині Майдель, йшов поступовий процес окатоличення.
18 серпня 1676 року померла дружина герцога Луїза-Шарлота. Це стало сильним ударом для Якоба, після якого він на деякий час відійшов від справ. Сам герцог помер в ніч з 31 грудня 1681 року на 1 січня 1682 року в Мітавському замку у віці 71 року. Його поховали в усипальниці герцогів — замковій каплиці. Наступником покійного став його син Фрідріх-Казимир.

## Родина

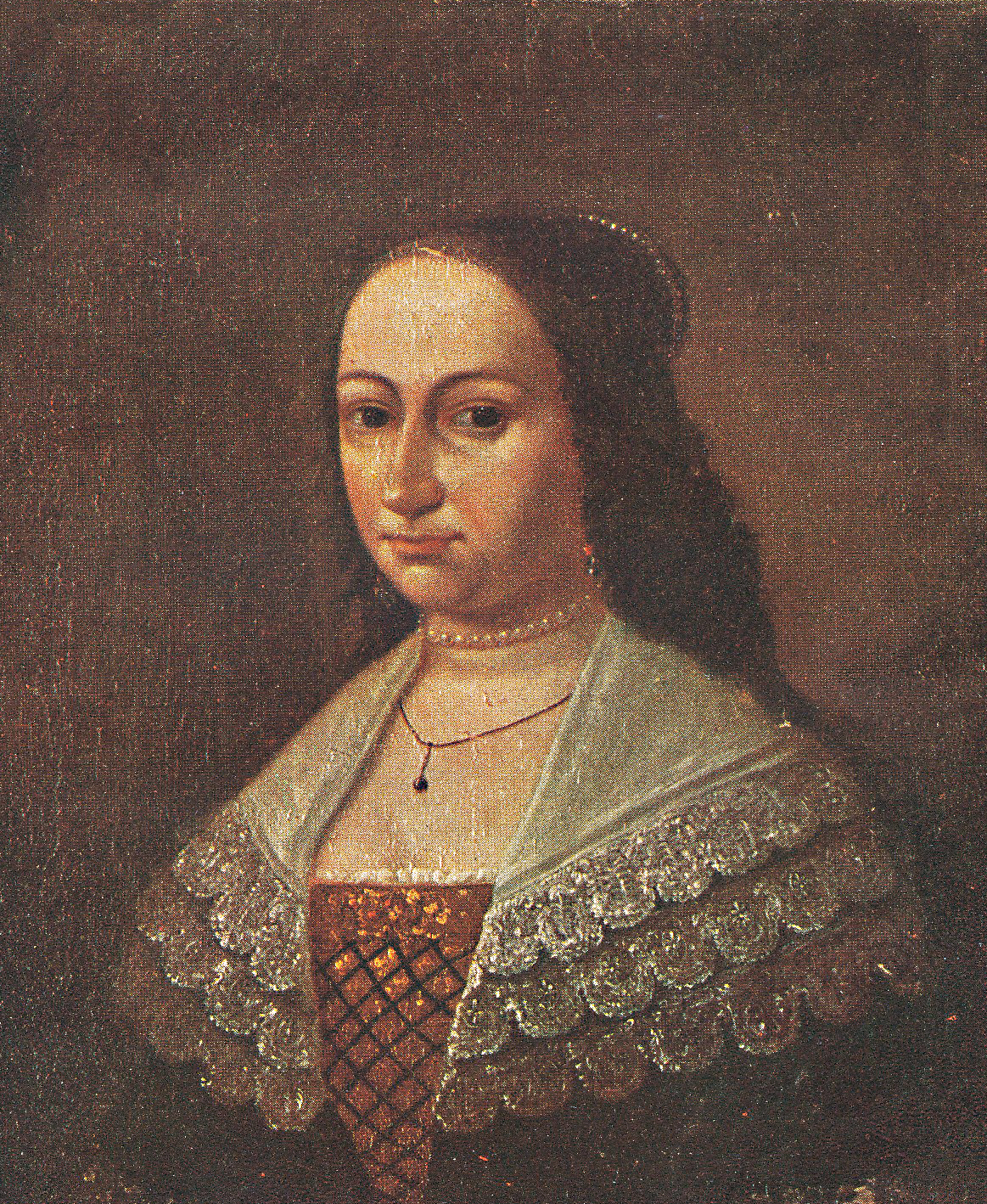
Луїза-Шарлотта, дружина герцога Якоба.

Дружина — Луїза-Шарлотта фон Гогенцоллерн (1617–1676), курпринцеса Брандербурзька.
Діти:
- Владислав-Фрідріх (1644–1648) — помер неповнолітнім.
- Луїза-Єлизавета (1646–1690) — дружина Фрідріха ІІ Гессен-Гомбурзького (1633–1708).
- Христина (?—?) — померла неповнолітньою.
- Фрідріх-Казимир (1650–1698) — герцог Курляндії і Семигалії, одружений з Софією-Амалією Нассау-Зігенською, в другому шлюбі з Єлизаветою-Софією Бранденбурзькою
- Шарлотта-Софія (1651–1728) — абатиса Герфордська (1688–1728).
- Марія-Амалія (1653–1711) — дружина Карла Гессен-Кассельського (1654–1730).
- Карл-Яків (1654–1677)
- Фердинанд (1655–1737) — останній герцог Курляндії і Семигалії
- Олександр (1658–1686) — полковник прусської армії.

## Портрети

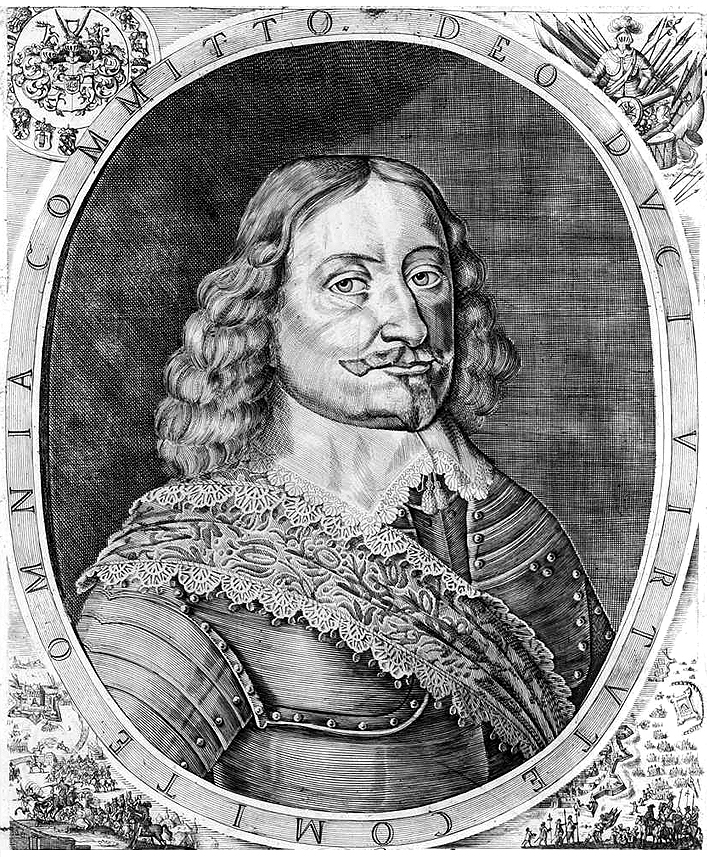
1648 Матвій Чвічек, гравюра.
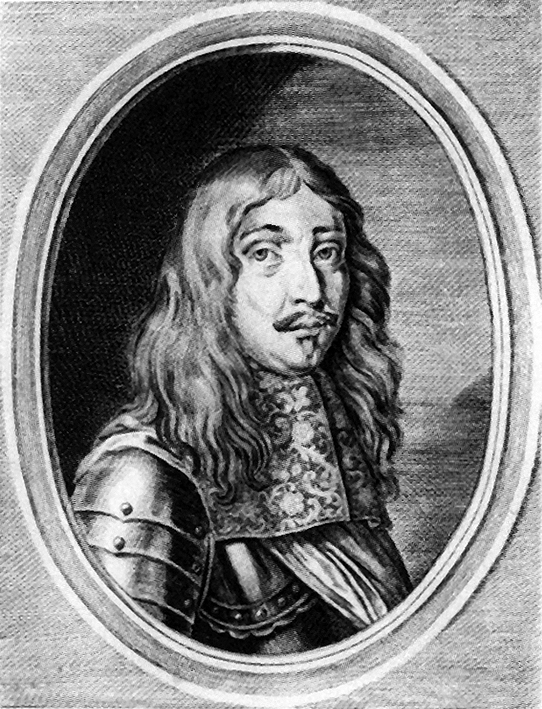
1670 Маврикій Ланг, гравюра.
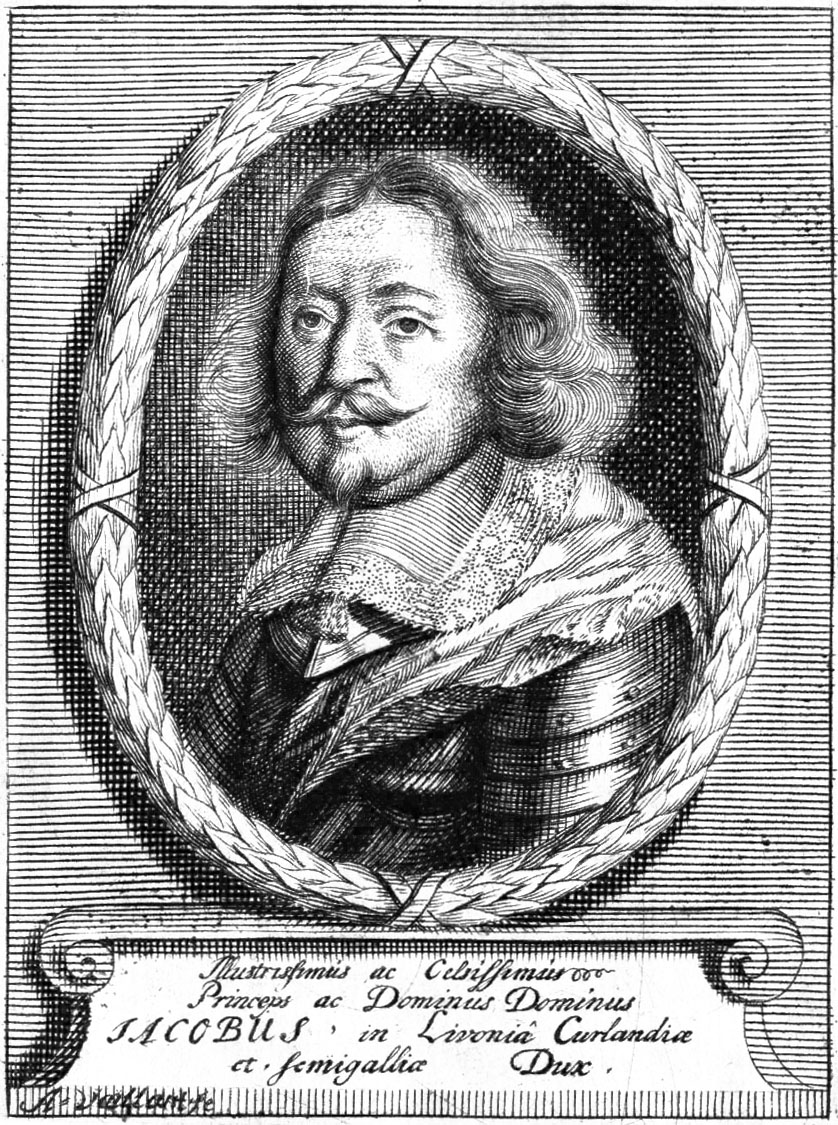
XVII століття Невідомий художник, гравюра.